# Stokesosaurus
Stokesosaurus ist eine Gattung theropoder Dinosaurier und ein früher Vertreter der Tyrannosauroidea, der während des Oberjura (Unteres Tithonium) in Nordamerika lebte. Wie bei allen Theropoden handelte es sich um einen zweibeinigen Fleischfresser; mit einer geschätzten Körperlänge zwischen 2,5 und 4 Metern handelte es sich um einen kleineren Vertreter der Tyrannosauroidea. Derzeit können lediglich zwei Darmbeine (Ilia), die aus der Morrison-Formation des US-amerikanischen Bundesstaats Utah stammen, sicher dieser Gattung zugeordnet werden. Weitere Funde wurden einst dieser Gattung zugeschrieben, ihre Zugehörigkeit zu Stokesosaurus wurde jedoch mittlerweile angezweifelt oder verworfen. Neben der Typusart Stokesosaurus clevelandi wurde 2008 mit Stokesosaurus langhami eine zweite Art beschrieben, die jedoch 2012 als eigenständige Gattung, Juratyrant, neubeschrieben wurde.

## Merkmale
Das Darmbein (Holotyp-Exemplar) ist etwa 22 cm lang, was laut Madsen (1974) auf einen relativ kleinen Theropoden hinweist, der nicht mehr als 4 Meter Körperlänge erreichte. Paul (2010) schätzte die Körperlänge derweil auf 2,5 Meter und das Gewicht auf 60 Kilogramm. Von verwandten Gattungen lässt sich das Darmbein durch eine Reihe von einzigartigen Merkmalen (Autapomorphien) unterscheiden: So zeigt dieser Knochen einen in Seitenansicht halbovalen Umriss; außerdem befand sich vor der Hüftgelenkpfanne (Acetabulum) eine dünne Einkerbung, während über dem Acetabulum ein vertikal ausgerichteter, ausgeprägter Kamm verläuft.

## Fund und Entdeckungsgeschichte
Seit 1960 führten der Geologe William Lee Stokes und sein Assistent James Madsen Grabungen im Cleveland-Lloyd-Dinosauriersteinbruch durch. Unter den Funden befanden sich neben tausenden Knochen des Theropoden Allosaurus auch die Überreste bislang unbekannter Arten. So wurde auch die neue Art und Gattung Stokesosaurus clevelandi 1974 von James Madsen basierend auf einem linken Darmbein (Holotyp, Exemplarnummer UUVP 2938) sowie einem linken Darmbein und ein Zwischenkieferbein erstmals beschrieben. Der Name ehrt William Lee Stokes für seine Arbeit im Cleveland-Lloyd-Dinosauriersteinbruch, der Artname weist auf die Stadt 
Cleveland in Utah. Das Zwischenkieferbein wurde 2005 der Gattung Tanycolagreus zugeschrieben, Benson (2008) vermutet jedoch, dass es tatsächlich zu einem Ceratosauria gehört.
Seit der Erstbeschreibung wurden verschiedene weitere Fossilien der Gattung zugeordnet. So auch ein kleines, rechtes Darmbein aus dem Wonderland-Steinbruch in South Dakota, das allerdings verloren gegangen ist und vermutlich nicht Stokesosaurus zugeschrieben werden kann. Britt (1991) schrieb Stokesosaurus vorläufig verschiedene Wirbel zu; Chure und Madsen (1998) derweil ordneten der Gattung einen isoliert aufgefundenen Hirnschädel zu. Nach Ansicht anderer Forscher fehlen jedoch gemeinsame Merkmale mit den Stokesosaurus-Typfossilien, weshalb diese Zuordnungen nicht gerechtfertigt seien.
Eine zweite Art, Stokesosaurus langhami, wurde von Roger Benson im Jahr 2008 basierend auf einem Teilskelett beschrieben. Von diesem Skelett, welches von Peter Langham im Jahr 1984 in Dorset (England) entdeckt aufgefunden wurde, sind Teile des Beckens, des Kreuzbeins, verschiedene Wirbel sowie Ober- und Unterschenkel erhalten. Eine jüngere Studie aus 2012 beschreibt diese Art jedoch als eine neue Gattung, Juratyrant.